# ヨー軸角速度センサ
ヨー軸角速度センサ（ヨーじくかくそくどセンサ）は、車両の垂直軸の周りの角速度を測定するジャイロスコープ装置である。車両の進行方向と実際の移動方向との間の角度はスリップ角と呼ばれる。これはヨーレイトと関係する。

## 種類
基本的には圧電型とマイクロメカニカル型の2種類がある。
圧電型のセンサは圧電素子を上部に2つ、下部に2つの計4つ備えた音叉形状の構造をしている。直進運転をしているときは、コリオリの力が作用しないため上部の2つは電圧を生じない。しかし曲がった際には、回転運動により音叉の上部が振動面を離れ、ヨーレイトおよび振動速度に比例する交流電圧が発生する。出力信号の符号は方向（左もしくは右）によって決まる。
マイクロメカニカル型のセンサでは、コリオリ加速度は振動素子上に配置されたマイクロメカニカル容量性加速度センサによって測定される。この加速度はヨーレイトと振動速度の積に比例し、この振動速度は電子的に一定値に維持されている。
ヨー軸のセンサは横滑り防止装置に必要である。

## 応用
飛行機や自動車の横滑り防止装置に利用されている。